# Ivandol (Bresztovác)
Ivandol (1981-ig Ivan-Dol, régi magyar neve Ivánvölgye) falu Horvátországban Pozsega-Szlavónia megyében. Közigazgatásilag Bresztováchoz tartozik.

## Fekvése
Pozsegától légvonalban és közúton 13 km-re, községközpontjától légvonalban és közúton 7 km-re nyugatra, Szlavónia középső részén, a  Pozsegai-hegység északi lejtői alatt, az Orljavica mentén fekszik. Áthalad rajta a Pozsegát Nova Gradiškával összekötő főút.

## Története
A határában, a falutól délre a Babje gore egyik kiemelkedő platójának északkeleti részén talált régészeti leletek tanúsága szerint itt már a történelem előtti időkben is település állt. Ókori és középkori épületek maradványai is előkerültek itt. A talajszondázás során kőből épített alapfalakat találtak, melyek valószínűleg annak a 12. századi templomnak az alapjai, melyet Borics bán építtetett Szűz Mária tiszteletére Odolya nevű birtokán, melynek neve fennmaradt a település mai nevében. A települést 1422-ben („Iwanuelge”), 1428-ban („Iwanuelege”), 1442-ben (Iwanwelgh), 1454-ben („Iwanodol”) és 1486-ban is említik. Orjava várához, ezen belül az odolyai uradalomhoz tartozott.
1698-ban „Ivandol” néven 4 portával szerepel a török uralom alól felszabadított szlavóniai települések összeírásában. Ezután a bresztováci uradalomhoz tartozott.
Az első katonai felmérés térképén „Dorf Ivan-Doll” néven látható. Lipszky János 1808-ban Budán kiadott repertóriumában „Ivandol” néven szerepel. Nagy Lajos 1829-ben kiadott művében „Ivandol” néven 22 házzal és 191 katolikus vallású lakossal találjuk. 1857-ben 141, 1910-ben 267 lakosa volt. 1910-ben a népszámlálás adatai szerint egy magyar kivételével teljes lakossága horvát anyanyelvű volt. Pozsega vármegye Pozsegai járásának része volt. Az első világháború után 1918-ban az új szerb-horvát-szlovén állam, majd később (1929-ben) Jugoszlávia része lett. Iskolája 1940-ben nyílt meg. A falu 1970-ben kapott elektromos áramot. 1991-ben lakosságának 98%-a horvát nemzetiségű volt. 2011-ben 139 lakosa volt.

## Lakossága
| Lakosság változása | Lakosság változása | Lakosság változása | Lakosság változása | Lakosság változása | Lakosság változása | Lakosság változása | Lakosság változása | Lakosság változása | Lakosság változása | Lakosság változása | Lakosság változása | Lakosság változása | Lakosság változása | Lakosság változása | Lakosság változása |
| ------------------ | ------------------ | ------------------ | ------------------ | ------------------ | ------------------ | ------------------ | ------------------ | ------------------ | ------------------ | ------------------ | ------------------ | ------------------ | ------------------ | ------------------ | ------------------ |
| 1857               | 1869               | 1880               | 1890               | 1900               | 1910               | 1921               | 1931               | 1948               | 1953               | 1961               | 1971               | 1981               | 1991               | 2001               | 2011               |
| 141                | 159                | 166                | 203                | 248                | 267                | 251                | 275                | 257                | 262                | 209                | 182                | 162                | 165                | 131                | 139                |

## Nevezetességei
- Keresztelő Szent János tiszteletére szentelt római katolikus kápolnája 1967-ben épült. 2006-2007-ben új templomot építettek.

- A „Njive” nevű lelőhelyen egy valószínűleg középkori rotundának a maradványai találhatók, amelyet valószínűleg a 12. század második felében építettek román stílusban. A környező temető a 13. és 16. század között működött, a legkésőbbi temetés a 18. században történt. Az épületmaradványokat 15. vagy 16. századi kőfalak övezik. A leletek a hely használatának középkortól fogva az újkorban való használatának hosszú folytonosságát jelzik.[8]

## Oktatás
Iskoláját 1940-ben nyitották meg, 1971-ben felépült az új iskolaépület.

## Egyesületek
Önkéntes tűzoltóegyletét 1956-ban alapították.